# Nagyrákos
Nagyrákos község Vas vármegyében, a Körmendi járásban.

## Fekvése
Az Őrségben, az Őrségi Nemzeti Park területén elhelyezkedő egykori mezőváros Őriszentpétertől 3 kilométerre délkeletre, Zalalövőtől 12 kilométerre nyugatra fekszik a Zala folyó mellett. Mindkét várossal, illetve Zalaegerszeg nyugati agglomerációjával is a 7411-es út köti össze, továbbá itt ér véget a Kerkafalva-Szatta útvonalon húzódó 7417-es út.
Vasúton a Bajánsenye–Zalaegerszeg–Ukk–Boba-vasútvonalon közelíthető meg, helyben vasúti megállója van.
Jellegzetes őrségi szeres település. A vasúttól északra fekszik keleten Alsószer, nyugaton Csárdaszer, a kettő között északon Nemesszer, míg a vasúttól délre Belsőszer és Devecserszer.

## Története
Írott forrásban 1204-ben említik először. Neve arra utal, hogy a mellette folyó patakban sok volt a rák. 1404-ben Nagyrákos, melyet Egyházasrákosnak is neveztek, már mezőváros volt vámszedési joggal. Lakóinak egy része mint határőrzésre kötelezett, nemesi rangot kapott. 1428-ban Nagrakus alakban említik. 1452-ben Nag Rakws alakban, 1454-ben Opidum Nagh Bakos, 1465-ben Op. Rakos néven szerepel.
"Nagy-Rákos vámszedő hely is volt és Német-Újvár vár sorsában osztozott. 1451-ben azonban a haraszti Tapánok, 1452-ben a monyorókereki Elderbach Pertold, 1453-ban pedig (1454-ig) Tárczai János és szandai Tárnok Demeter kezére került zálogban. Valamelyik Rákosban, mint az 1404. évi oklevél is mutatja, köznemesek is laktak"
Vályi András művében „Kis, vagy Külső Rákos, Nagy, vagy Belső Rákos. Két elegyes falu Vas Vármegyében, földes Urok Gróf Batthyáni Uraság, lakosaik katolikusok, és másfélék, Kis Rákos, Nagy Rákosnak filiája, fekszenek egymástól mintegy kis fél mértföldnyire, határjokban erdejek, és legelőjök van, kereskedésre is módgyok; de mivel földgyök néhol sovány, második osztálybéliek.”
Fényes Elek szerint „Kis és Nagy-Rákos, 2 magyar falu, Vas vmegyében, 613 ref., 61 kath., 7 evang. lakossal, Nagy-Rákoson ref. anyagyülekezettel. Birják gr. Batthyáni s más nemesek.”
Vas vármegye monográfiájában "Nagy-Rákos magyar község a Zala folyó mellett. Házak száma 45, lélekszám 501, vallásuk r. kath. és református. Postája Őri-Szt-Péter, távirója Csákány. A körjegyzőség székhelye. 1798-ban megujitott templomának szentélye román stílű, hajója góthikus."
1910-ben 533 magyar lakosa volt. 1980-ban megszűnt az őrségi vasútvonal, majd a 2000-ben átadott Bajánsenye–Zalaegerszeg–Ukk–Boba-vasútvonal újra a vérkeringésbe kapcsolta a települést, a Szlovénia, Budapest és Zalaegerszeg felé megnyílt viszonylattal.  A községben új vasúti megálló létesült, egy 375 m hosszú vasúti alagút és az 1400 m-es - nívódíjas - völgyhíd között.

## Közélete

### Polgármesterei
- 1990–1994: Kovács Lajos (független)[8]
- 1994–1998: Mácsek József (független)[9]
- 1998–2002: Németh Istvánné (független)[10]
- 2002–2006: Németh Istvánné (független)[11]
- 2006–2010: Németh Istvánné (független)[12]
- 2010–2014: Németh Istvánné (független)[13]
- 2014–2019: Németh Istvánné (független)[14]
- 2019–2024: Németh Istvánné (független)[15]
- 2024– : Németh Istvánné (független)[1]

## Népesség
A település népességének változása:
| Lakosok száma | 260  | 265  | 267  | 239  | 247  | 247  | 253  |
|               | 2013 | 2014 | 2015 | 2021 | 2022 | 2023 | 2024 |

A 2011-es népszámlálás során a lakosok 96,4%-a magyarnak, 1,1% németnek mondta magát (3,6% nem nyilatkozott; a kettős identitások miatt a végösszeg nagyobb lehet 100%-nál). A vallási megoszlás a következő volt: római katolikus 28,4%, református 53,5%, evangélikus 1,1%, felekezet nélküli 6,5% (8,7% nem nyilatkozott).
2022-ben a lakosság 91,1%-a vallotta magát magyarnak, 2,8% németnek, 0,4% ukránnak, 0,4% szlovénnek, 0,8% egyéb, nem hazai nemzetiségűnek (8,5% nem nyilatkozott; a kettős identitások miatt a végösszeg nagyobb lehet 100%-nál). Vallásuk szerint 36,8% volt református, 20,2% római katolikus, 2% evangélikus, 0,4% ortodox, 2% egyéb keresztény, 2,4% egyéb katolikus, 6,9% felekezeten kívüli (29,1% nem válaszolt).

## Nevezetességei
- Római katolikus temploma romanikus eredetű, de a 14. században gótikus stílusban, majd 1798-ban barokk  stílusban átépítették. Borromei Szent Károlynak van szentelve.
- Református temploma (Nemesszer településrész) 1801-ben épült.[18]
- Itt található az ország leghosszabb, 1400 m hosszú vasúti völgyhídja.
- Az Alsószer 228 hrsz-ú ingatlanon tájház tekinthető meg.
- A faluban eredeti kovácsműhely fog működni, gyakorolják a népi mesterségeket is.
- Farsangi hagyomány a rönkhúzás.
- A nagyrákosi völgyhíd alatt tartják a Völgyhídi vásárt.[19]

## Képek

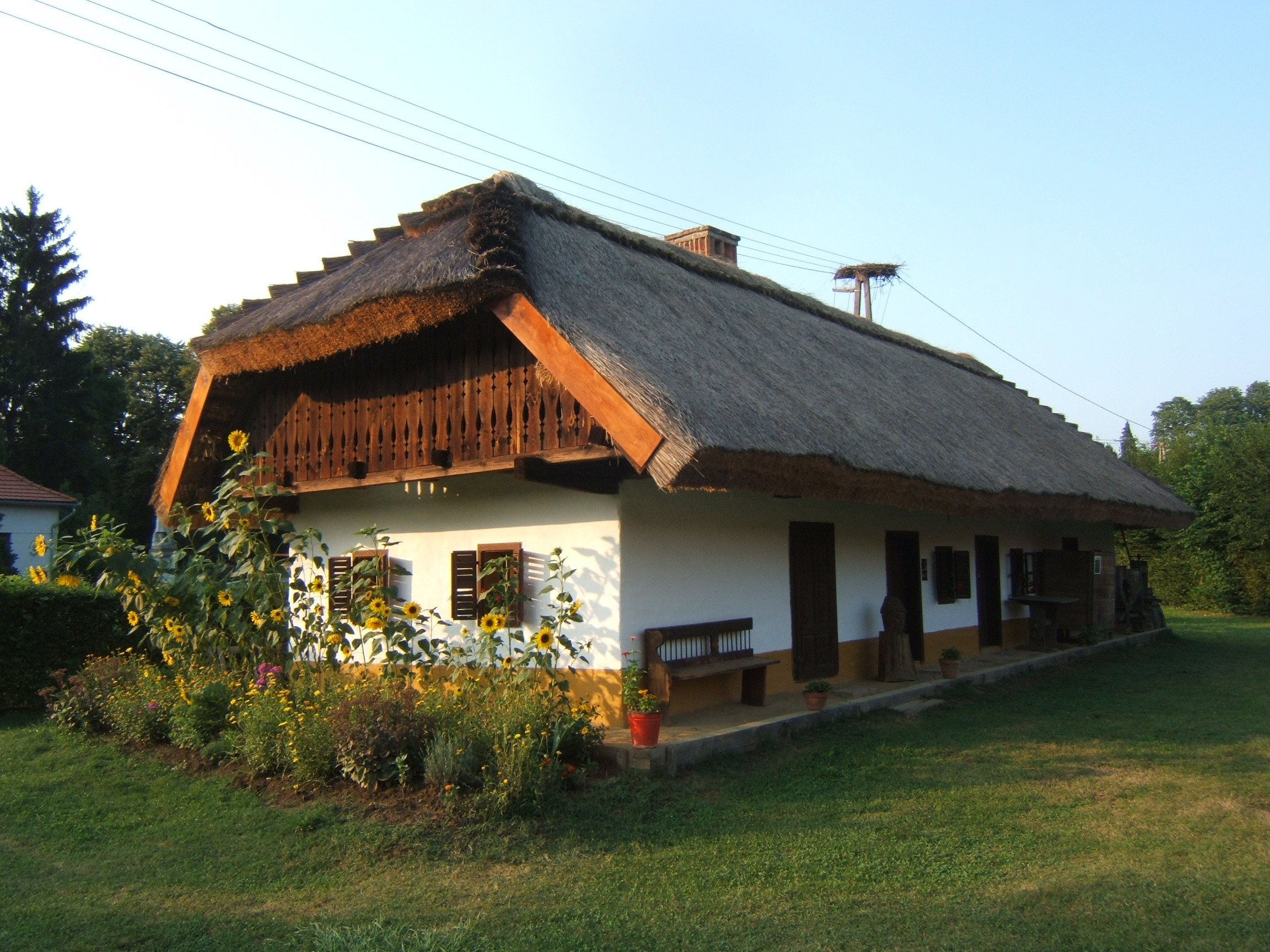
Műemlék tájház
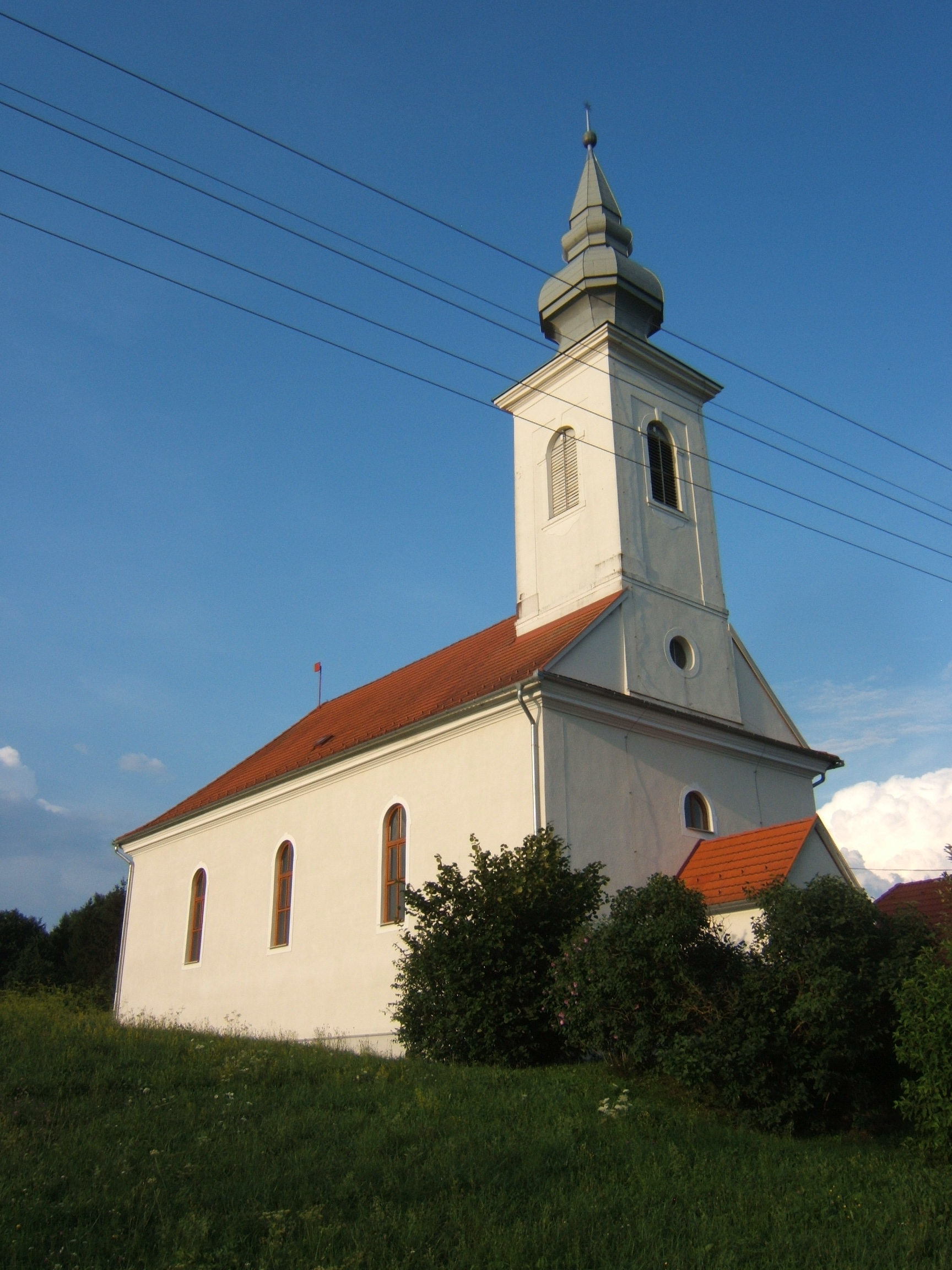
Református templom (Nemesszer)
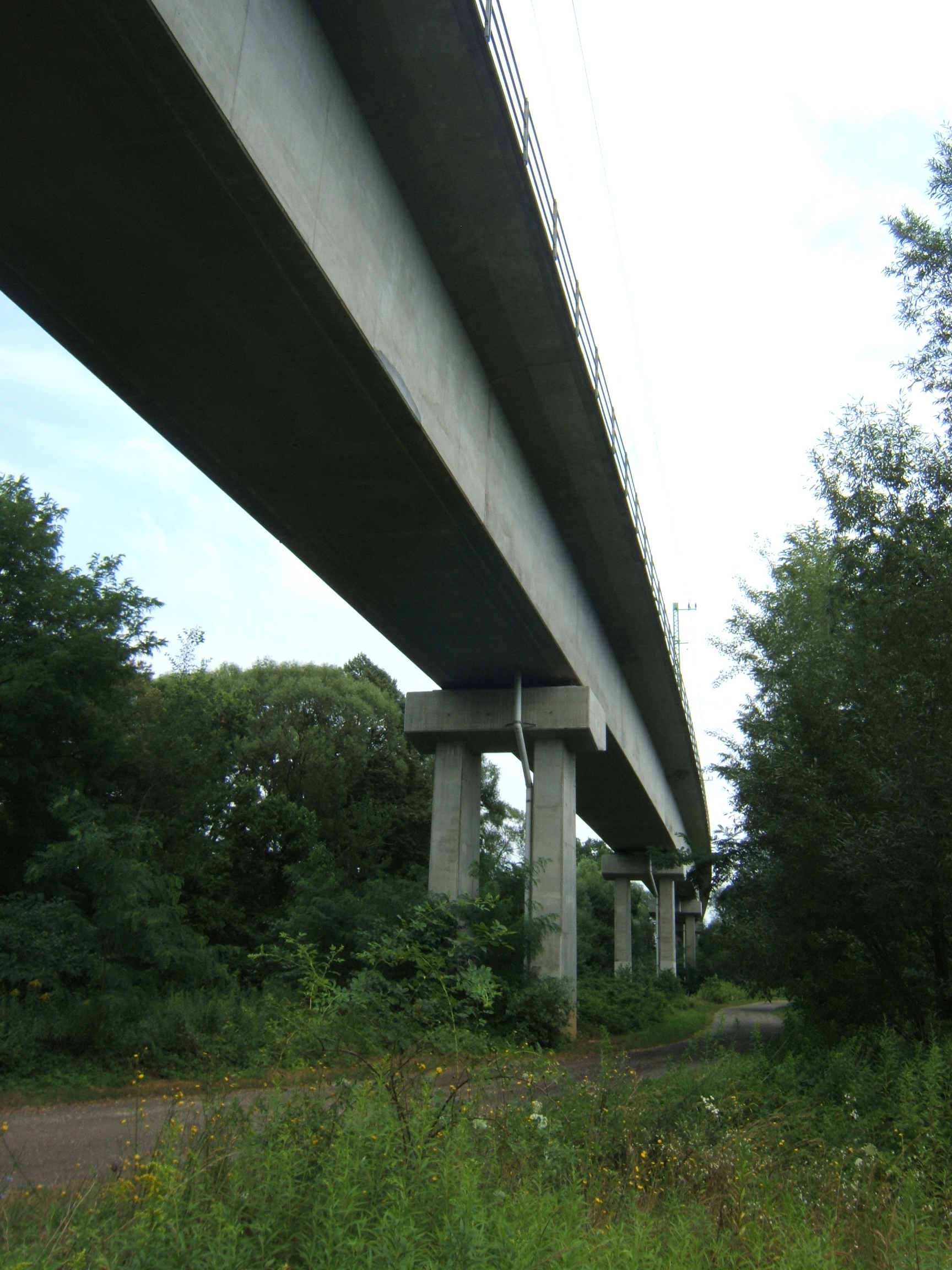
A völgyhíd
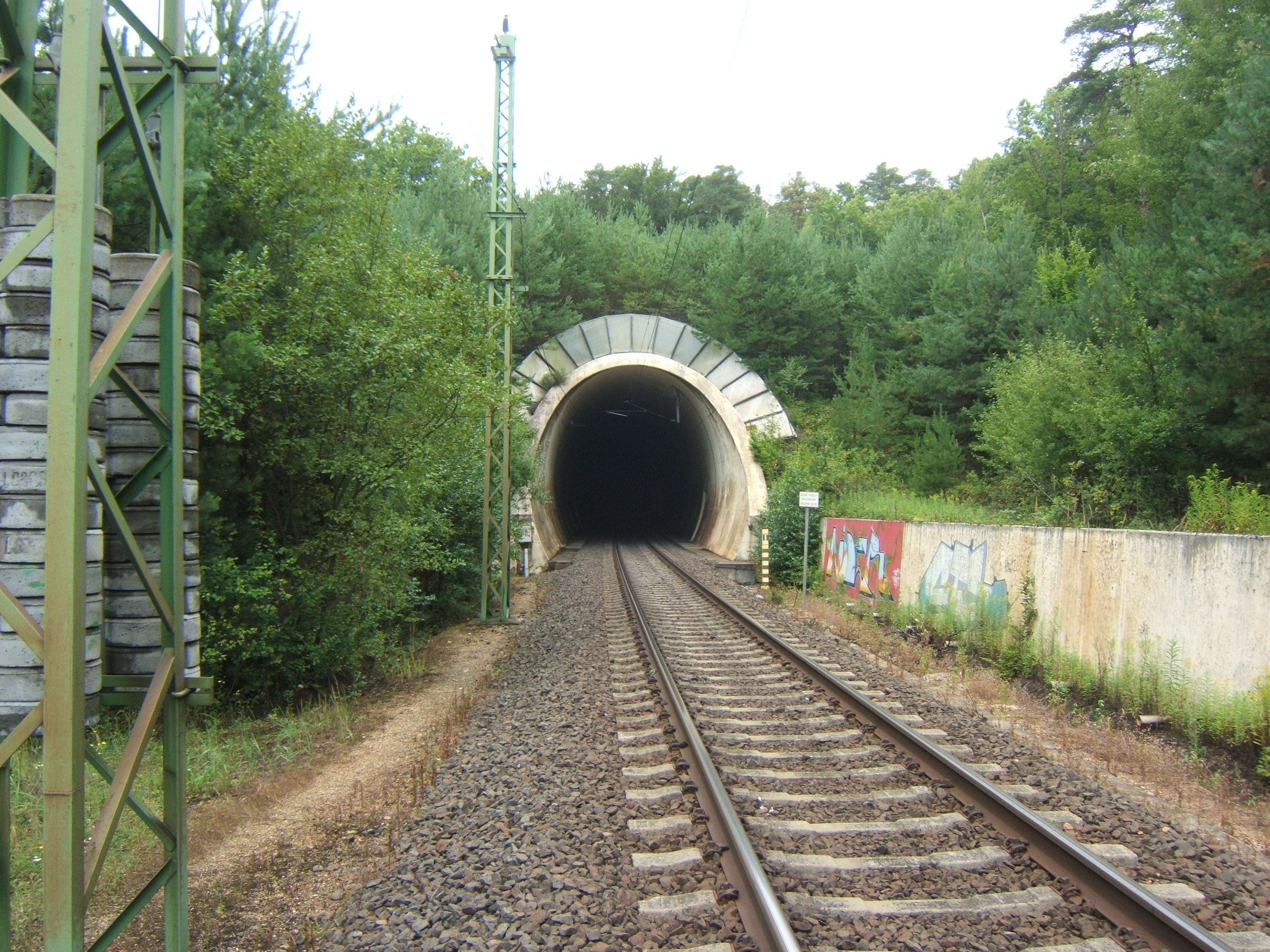
Vasúti alagút

## Híres emberek
Itt született Gorza Sándor (1918-1996), néprajzkutató, szakíró, összegyűjtött néprajzi anyagai "Szülőföldem Nagyrákos" címmel 1997-ben jelentek meg.

## Külső hivatkozások
- A község az Irány Magyarország oldalán
- Nagyrákos térképe Archiválva 2007. január 7-i dátummal a Wayback Machine-ben
- Turistakalauz.hu
- A vasútállomás
- Őrségi teleház